# Drahomír Zobek
Drahomír Zobek (geboren am 20. Juli 1952 in Nová Baňa) ist ein slowakischer Bildhauer und Medailleur.

## Werdegang

Slowakische Euromünze zu 5 Cent (seit 2009)

Drahomír Zobek besuchte von 1967 bis 1971 die Škola úžitkového výtvarníctva, eine Kunstgewerbeschule in Kremnica, die schwerpunktmäßig Graveure und Metallbildhauer ausbildet. Im Juli 1971 wurde er Mitarbeiter der tschechoslowakischen Münzprägeanstalt, der Mincovňa Kremnica. Von 1990 bis 1995 leitete er dort das Atelier, seither ist er als freier Künstler tätig. Zobek entwarf in der Tschechoslowakei mehrere Sondermünzen, nach der Unabhängigkeit der Slowakei alle von 1993 bis 2008 gültigen Kursmünzen in slowakischen Kronen und die kleinen Cent-Münzen der seit 2009 ausgegebenen slowakischen Euromünzen. Darüber hinaus entwarf er als Mitarbeiter der Mincovňa Kremnica und als freier Künstler zahlreiche Medaillen. Zobek lebt und arbeitet in Kremnica.

## Werke (Auswahl)
- Silbermünze zu 50 tschechoslowakischen Kronen, denkmalgeschützte Altstadt von Levoča (1986)
- Silbermünze zu 100 tschechoslowakischen Kronen, 225. Jahrestag der Bergakademie Schemnitz in Banská Štiavnica (1987)
- Sondermünze zu 10 tschechoslowakischen Kronen, zum Gedenken an Milan Rastislav Štefánik (1991)
- Kursmünzen der slowakischen Kronen (1993 bis 2008)
- Bildseiten der slowakischen Euromünzen zu 1 Cent, 2 Cent und 5 Cent (seit 2009)

Von Drahomír Zobek entworfene Münzen
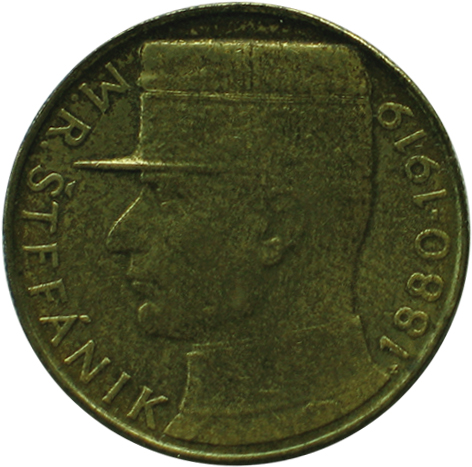
Gedenkmünze zu 10 tschechoslowakischen Kronen für Milan Rastislav Štefánik (1991)
5 Slowakische Kronen, einheitliche Vorderseite der Kursmünzen (1993 bis 2008)
10 Heller, Rückseite mit Holzglockenturm (1993 bis 2008)
50 Heller, Turm der Burg Devín (1993 bis 2008)
5 Kronen, keltische Münze Biatec (1993 bis 2008)
10 Kronen, Bronzekreuz aus Veľká Mača (1993 bis 2008)